# Rajmonda Bulku
Rajmonda Bulku (ur. 16 sierpnia 1958 w Tiranie) – albańska aktorka.

## Życiorys
Dzieciństwo spędziła w Gjirokastrze, gdzie występowała na scenie Domu Pioniera. Po ukończeniu gimnazjum pracowała jako montażystka w Studiu Filmowym Nowa Albania. W 1985 ukończyła studia na wydziale aktorskim Instytutu Sztuk w Tiranie. Na scenie teatralnej zadebiutowała w wieku 16 lat. 1 września 1985 została aktorką Teatru Ludowego (alb. Teatri Popullor). 
Karierę filmową rozpoczęła jeszcze w czasie nauki w szkole rolą w filmie fabularnym Dimri i fundit. Za tę kreację została wyróżniona na II Festiwalu Filmu Albańskiego. Zagrała ponad 20 ról filmowych. W roku 2005 otrzymała nagrodę dla najlepszej aktorki na Festiwalu Teatralnym w Dibrze, za rolę w spektaklu Edmonda Morrisa – Pjata prej druri (Drewniany talerz). W 2010 została uhonorowana złotym Orderem Naima Frasheriego.
W 1990 związała się z opozycją demokratyczną. Wspierała strajk studentów Uniwersytetu Tirańskiego, domagających się usunięcia z nazwy uczelni imienia Envera Hodży. W wyborach parlamentarnych 2009 zdobyła mandat deputowanej z okręgu wyborczego Tirana. Reprezentowała Demokratyczną Partię Albanii. W parlamencie zasiadała w komisji edukacji i środków masowego przekazu.
W życiu prywatnym jest mężatką (mąż Fatos Pashko), ma dwoje dzieci.

## Role filmowe
- 1976: Dimri i fundit jako Pranvera
- 1976: Emblema e dikurshme (TV) jako nauczycielka
- 1976: Zonja nga qyteti jako Meli
- 1977: Gunat mbi tela jako Fatua
- 1978: Nusja dhe shtetërrethimi jako narzeczona
- 1979: Ballë për ballë jako Zana
- 1980: Nje shoqe nga fshati jako Meli
- 1981: Kërcënimi jako Ema
- 1984: Duaje emrin tënd jako Jona
- 1985: Te paftuarit jako Diana
- 1986: Dhe vjen një ditë jako Klara
- 1986: Gabimi jako matka
- 1987: Binarët jako Keti
- 1987: Vrasje ne gjueti jako Lida
- 1989: Kthimi i Ushtrise se Vdekur jako wdowa po pułkowniku
- 1989: Muri i gjallë jako Elina
- 1990: Ngjyrat e moshës jako Saimira
- 1990: Vitet e pritjes jako Magda
- 1990: Nje djale dhe nje vajze jako nauczycielka Matilda
- 1991: Vdekja e kalit jako Mary
- 1994: Nekrologji jako Jej Wysokość
- 2001: Tirana, viti 0 jako Marta
- 2005: Omiros jako matka
- 2005: Lulebore jako matka
- 2006: Etjet e Kosovës jako Zana
- 2009: Familjet (serial telewizyjny)
- 2010: Kafeja e fundit (krótkometrażowy)
- 2013: Amsterdam Express jako Vjollca
- 2019: Portreti i pambaruar jako matka Artura